# Colin Hannah
Sir Colin Thomas Hannah (Menzies, 22 dicembre 1914 – Surfers Paradise, 22 maggio 1978) è stato un generale e politico australiano.

## Biografia
Era il figlio di Thomas Howard Hannah, un funzionario pubblico che in seguito divenne un magistrato a Perth, e di sua moglie Johanna. Frequentò la Hale School.

## Carriera
Servì nell'8th Field Artillery Brigade nel febbraio 1933. Si unì al Royal Australian Air Force, il 15 gennaio 1935, come cadetto, nella stazione RAAF Point Cook. Ottenne la sua commissione come ufficiale nel luglio del 1936. Il suo primo incarico è stato quello del No. 22 Squadron alla RAAF Richmond Station. Promosso a ufficiale, è stato nominato aiutante di campo con la nuova formazione del No. 23 Squadron alla RAAF Laverton Station, nel maggio del 1937. Il 5 gennaio 1939, sposò Patricia Gordon a Claremont, la coppia ebbe una figlia. Dopo essersi specializzato come istruttore, fece parte del personale del 1 FTS, Point Cook.

### La seconda guerra mondiale
Promosso a tenente di volo, Hannah partì per la Gran Bretagna nel mese di luglio 1939 per intraprendere un corso sugli armamenti di formazione presso la Royal Air Force, poco dopo lo scoppio della guerra. Completato il corso, tornò in Australia nel marzo 1940. Venne assegnato al Quartier Generale dell'Aeronautica Militare, a Melbourne, nel maggio. Divenne caposquadriglia nel settembre 1940. Nel mese di aprile 1942, Hannah fu promosso a tenente colonnello.
Nel novembre 1943, Hannah fu nominato comandante del No. 6 Squadron a Milne Bay, Papua. Durante un volo di familiarizzazione venne colpito dai cannoni antiaerei sull'Isola di Kiriwina, ma evitò gravi lesioni. Venne promosso a capitano nel mese di dicembre e assunse il comando del No. 71 Wing. Il No. 71 Wing ha preso parte a una serie di importanti attacchi a Rabaul, bombardando e mitragliando aeroporti, infrastrutture e il trasporto; questo continuò fino al febbraio 1944, quando i giapponesi hanno ritirato i loro aerei da Rabaul. Nello stesso mese, però, Hannah si ammalò e dovette essere rimpatriato in Australia. Dopo sei settimane di recupero a Laverton, ritornò alla base di Goodenough. Nel settembre del 1944, Hannah è stato nominato alto funzionario del personale dell'aria (SASO) presso la sede occidentale Area Command, Perth.

## Dopoguerra
Nel 1946 partì per la Gran Bretagna dove, per i successivi due anni, intraprese degli studi presso il RAF Staff College, Andover, e servito come SASO al quartier RAAF Overseas a Londra. Tornando in Australia, nel maggio del 1949 assunse il comando della RAAF Amberley Station, nel Queensland. Fu aiutante di campo della regina Elisabetta II.
Nel 1955, Hannah frequentò l'Imperial Defence College di Londra fu promosso a commodoro. Il 1º gennaio 1970 venne promosso a Maresciallo dell'aria.

## Governatore
Il 21 marzo 1972 accettò la carica di Governatore del Queensland. Hannah non aveva un forte legame con il Queensland, al momento della sua nomina, e aveva solo vissuto lì durante il suo periodo come comandante della RAAF Amberley Station (1949-1951).
Il suo mandato è stato relativamente tranquillo fino al 1975. Nel mese di ottobre dello stesso anno, la Camera di Commercio di Brisbane criticò la "inettitudine d'armeggiare" del governo del Primo Ministro Gough Whitlam per l'immissione in Australia nel "suo attuale stato economico".

## Morte
Morì per un attacco di cuore il 22 maggio 1978 presso la sua casa a Surfers Paradise, nel Queensland.